# Кудрявцево (Вязниковский район)
Кудрявцево — деревня в Вязниковском районе Владимирской области России, входит в состав муниципального образования «Город Вязники».

## География
Деревня расположена в 14 км на восток от райцентра Вязники.

## История

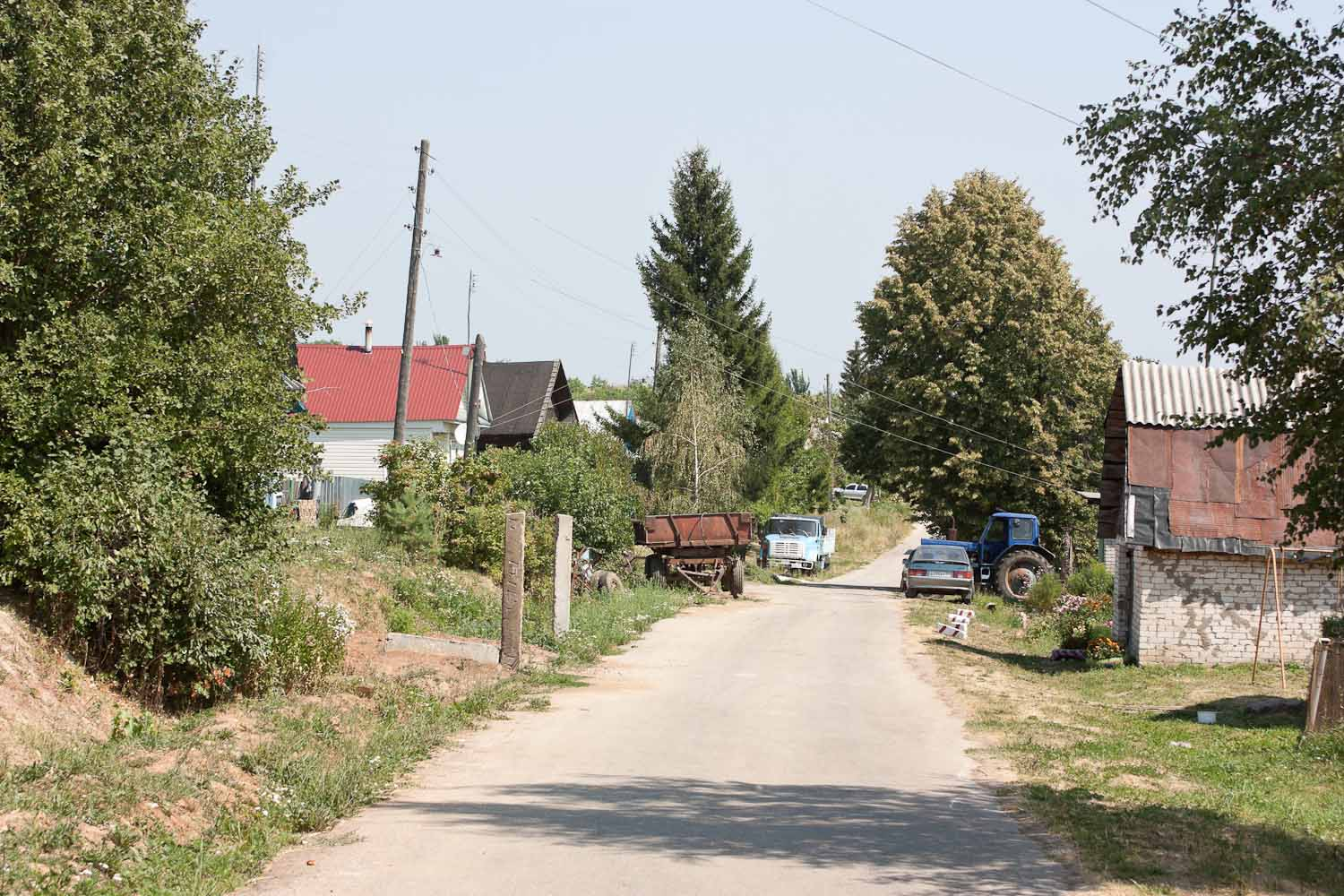
Улица в деревне

В конце XIX — начале XX века деревня входила в составе Олтушевской волости Вязниковского уезда. В 1859 году в деревне числилось 6 дворов, в 1905 году — 18 дворов, в 1926 году — 26 дворов.
С 1929 года деревня входила в состав Олтушевского сельсовета Вязниковского района, с 1940 года — в составе Перовского сельсовета, с 1965 года — в составе Илевниковского сельсовета, с 2005 года — в составе муниципального образования «Город Вязники».

## Население
| 1859 | 1905 | 1926 | 2002 | 2010 | 2021 |
| ---- | ---- | ---- | ---- | ---- | ---- |
| 48   | ↗121 | ↗139 | ↘52  | ↘39  | ↘34  |